# Vilhelm Erövraren
Vilhelm I, främst känd som Vilhelm Erövraren (engelska: William the Conqueror, även William the Bastard; "Vilhelm oäktingen"), född omkring 1028 på Château de Falaise, död 9 september 1087 i klostret St Gervaise i Rouen, var den första normandiska kungen av England. Han regerade där från 1066 till sin död 1087. Vilhelm härstammade från vikingar och var hertig av Normandie sedan 1035 som Vilhelm II (franska: Guillaume II). Hans grepp om herraväldet i Normandie var stabilt runt 1060 och han inledde därefter den normandiska erövringen av England 1066.
Vilhelm var son till den ogifte Robert I av Normandie och hans älskarinna Herleva. Att han var oäkting och mycket ung när han efterträdde fadern gjorde det till en början svårt för honom att regera. Den normandiska aristokratin förde en hård inbördes kamp dels för att få kontroll över den unge Vilhelm, dels för att skjuta fram sina egna maktpositioner. Vilhelm lyckades 1047 kväsa ett uppror och inledde därmed en konsolidering av sitt hertigdöme, något som inte fullbordades förrän omkring 1060. Genom äktenskapet med Matilda av Flandern på 1050-talet fick han en värdefull allians med grevskapet Flandern. Han utsåg sina anhängare till biskopar och abbotar inom den normandiska kyrkan och kunde därmed stärka sin makt och 1062 tog han även kontrollen över Maine, söder om Normandie.
Under 1050-talet och tidigt 1060-tal blev Vilhelm en utmanare i kampen om den engelska kronan som då innehades av Edvard Bekännaren, släkting till Vilhelm och utan direkta arvingar. Den mäktiga earlen Harald Godwinson utsågs till efterträdare vid Edvards dödsbädd i januari 1066. Vilhelm menade att Edvard tidigare hade lovat honom kungatiteln och att Harald hade svurit att stödja Vilhelm i detta. Vilhelm samlade en stor flotta och invaderade England i september 1066 och dödade Harald under slaget vid Hastings den 14 oktober 1066. Efter ytterligare stridigheter kröntes Vilhelm till kung i London på juldagen 1066. Han tillsatte år 1067 personer som kunde styra England i hans ställe och återvände sedan till Normandie. Flera uppror utbröt under åren efter erövringen, men alla slogs ner och 1075 hade Vilhelm säkrat sin position i England och kunde tillbringa större delen av sin regeringstid på kontinenten.
Vilhelms sista år utmärktes av svårigheter med hans besittningar på kontinenten, stridigheter med den äldste sonen och hotet från danska invasioner av England. Han lät 1086 sammanställa Domesday Book, en kartläggning över alla jordägare i England och deras ägor. Vilhelm avled i september 1087 under ett fälttåg i norra Frankrike och begravdes i Caen. Hans regeringstid kännetecknades av ett omfattande borgbygge, etableringen av en ny normandisk adel i England och en förändring av prästerskapets sammansättning. Han försökte inte foga samman sina olika domäner till ett enat rike utan valde att styra varje del som skilda feodala besittningar. Efter Vilhelms död delades hans områden upp; äldste sonen Robert fick Normandie och den näst äldste Vilhelm II fick England.

## Bakgrund
Vikingar påbörjade sin plundring av det område som kom att bli Normandie i slutet av 700-talet. De första permanenta skandinaviska bosättningarna grundades 911 efter att vikingaledaren Rollo plundrade Paris ett flertal gånger. Den dåvarande franske kungen Karl den enfaldige erbjöd Rollo området kring Rouen för att slippa fortsatta räder. Området kring Rouen skulle sedan bli kärnan av grevskapet Normandie. Normandie kan ha använts som en bas när skandinaviska attacker mot England återupptogs i slutet av 900-talet, vilket skulle ha försämrat relationen mellan England och Normandie. Ethelred den villrådige försökte förbättra relationerna genom att gifta sig med Emma av Normandie, syster till hertig Rickard II.
De danska räderna mot England fortsatte och Ethelred sökte stöd från Rickard. Efter att Sven Tveskägg 1013 drev Ethelred och hans familj från England gick de i exil i Normandie. Ethelred återvände 1014, efter Sven Tveskäggs död, men möttes av motstånd från Sven Tveskäggs son, Knut den store. Ethelred avled plötsligt 1016 och Knut blev kung av England. Sönerna från Ethelreds äktenskap med Emma, Edvard Bekännaren och Alfred Aetheling, gick åter i exil i Normandie medan modern Emma blev Knuts andra fru 1002.
Efter Knuts död 1035 togs den engelska kronan över av Harald Harfot, son till Knut och hans första maka Ælfgifu av Northampton, samtidigt som Emmas son Hardeknut blev kung av Danmark; situationen i England var fortsatt instabil. Alfred återvände till England 1036 för att besöka modern och kanske även för att utmana Harald som kung. Enligt en källa så var Godwin, earl av Wessex skyldig till Alfreds död, medan andra lägger skulden på Harald. Emma gick i exil i Flandern tills Hardeknut blev kung efter Haralds död år 1040. Efter Hardaknuts död 1042 blev hans halvbror Edvard Bekännaren kung.

## Barndom

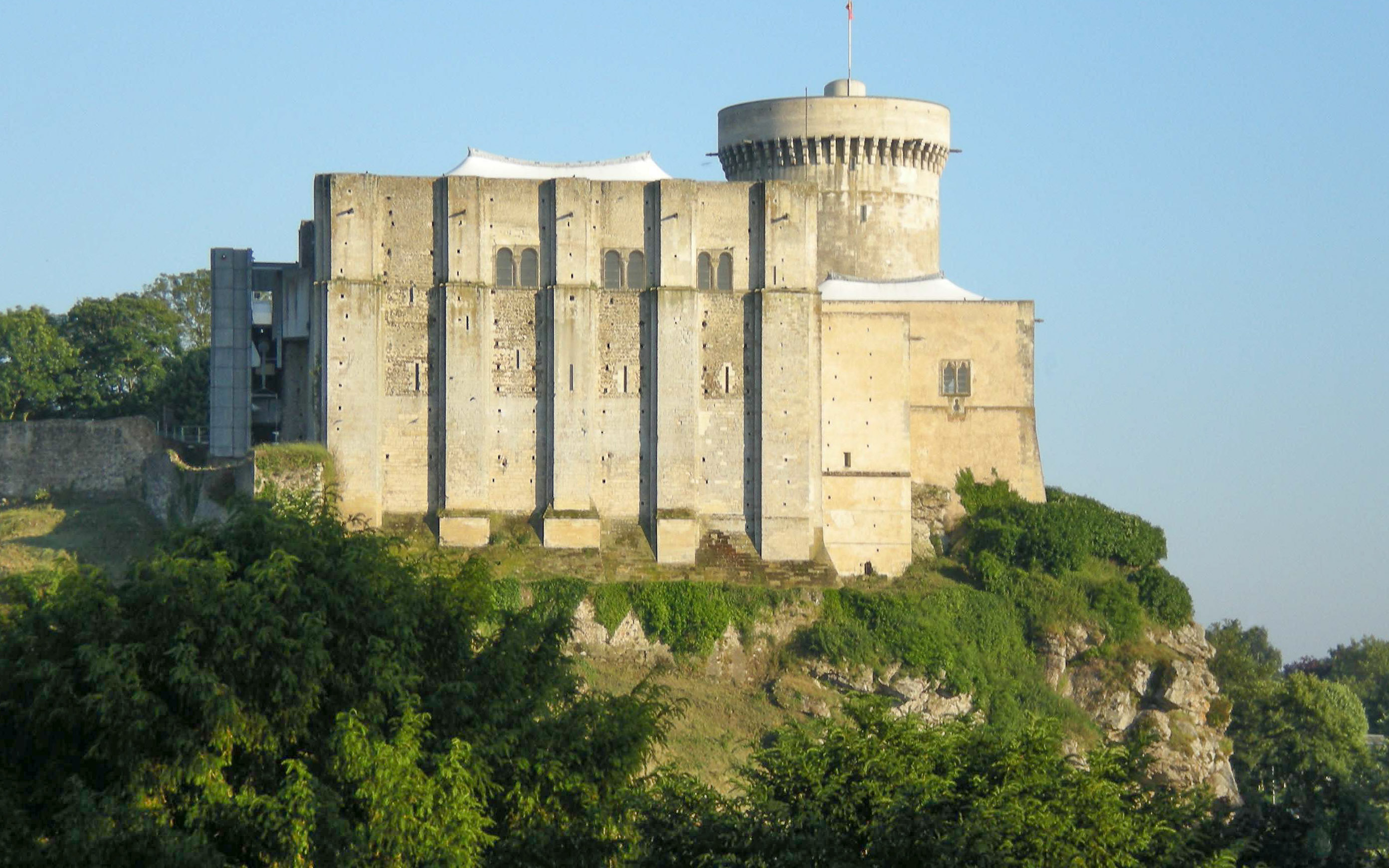
Slottet i Falaise i Calvados i Frankrike. Vilhelm föddes i en byggnad som tidigare stod på denna plats.

Vilhelm föddes 1027 eller 1028 i Falaise i Normandie, troligast i slutet av 1027. Han var enda son till Robert I av Normandie och sonson till Rikard II av Normandie. Hans mor, Herleva, var dotter till Fulbert av Falaise som kan ha varit garvare eller balsamerare. Herleva hörde troligen till hertigens hushåll, men var inte gift med Robert. Hon gifte sig senare med Herluin de Conteville och fick med honom två söner, Odo av Bayeux och Robert, greve av Mortain, samt en till namnet okänd dotter, som gifte sig med William, herre av La Ferté-Macé. En av Herlevas bröder, Walter, tog hand om och stödde Vilhelm när han var minderårig. Robert fick även en dotter, Adelaide av Normandie, med en annan frilla.
Vilhelms far Robert blev hertig av Normandie 6 augusti 1027, då han efterträdde sin äldre bror Rikard III som hade varit hertig fram till föregående år. Robert och Rikard hade varit oeniga om vem som skulle bli hertig och Rikards död kom mycket plötsligt. Robert har anklagats för att ha mördat sin bror i vissa källor, något som är möjligt men som inte går att belägga. Läget i Normandie var oroligt eftersom adelsfamiljerna plundrade kyrkan i regionen och Alan III av Bretagne förklarade krig mot hertigdömet, möjligen som ett försök till erövring. Omkring 1031 hade Robert lyckats samla ihop tillräckligt med stöd från adeln, där några av dessa skulle komma att bli betydande under Vilhelms liv. Bland dem fanns Roberts farbror Robert, ärkebiskopen av Rouen, som ursprungligen var en av hertigens motståndare, Osbern, brorson till Gunnor maka till hertig Rikard I, och greve Gilbert av Brionne, barnbarn till Rikard I. Efter att han tillträdde tronen fortsatte Robert att stödja de engelska prinsarna Edvard Bekännaren och Alfred Aetheling, som fortfarande levde i exil i norra Frankrike.
Det finns tecken som tyder på att Robert under en kort tid kan ha varit trolovad till en av kung Knuts döttrar, men de gifte sig aldrig. Det är oklart om Vilhelm hade fått ärva hertigdömet om Robert hade haft en legitim son. Det fanns tidigare hertigar som hade varit illegitima och det finns dokument som visar att Vilhelm var Roberts troligaste arvtagare. Hertig Robert beslutade 1034 att bege sig på pilgrimsfärd till Jerusalem. Även om några av hans anhängare försökte övertala honom att inte ge sig av, sammankallade Robert ett råd i januari 1035 och övertygade de normandiska adelsmännen att svära Vilhelm sin trohet som Roberts arvtagare innan han for i väg till Jerusalem. Robert avled i början av juli i Nicea på väg tillbaka till Normandie.

## Utseende och personlighet
Det finns inget autentiskt porträtt av Vilhelm; de samtida avbildningarna av honom på Bayeuxtapeten och på hans sigill och mynt är enkla framställningar skapade för att visa hans maktställning. Han beskrivs som kraftig och robust, med en guttural röst. Han höll sig frisk upp i hög ålder, även om han med tiden blev tämligen fet. Han var stark nog att spänna bågar som andra inte lyckades spänna och han var mycket uthållig. Gottfrid II menade att det fanns ingen som kunde mäta sig med honom varken som slagskämpe eller som ryttare. Undersökning av Vilhelms lårben, det enda ben som fanns kvar efter att resten av hans kvarlevor förstörts, visar att han var omkring 178 cm lång, vilket var ganska långt på den tiden.
Han tycks ha haft två informatorer i slutet av 1030-talet och i början av 1040-talet, men hur mycket boklig bildning Vilhelm hade är oklart. Han verkar inte ha varit beskyddare åt några författare, utfärdat några stipendier eller stött någon intellektuell verksamhet. Orderic Vitalis uppger att Vilhelm i slutet av sitt liv försökte lära sig fornengelska, men kunde inte lägga ned den tid som skulle krävas och gav snabbt upp. Vilhelms favoritsysselsättning tycks ha varit jakt. Medeltida författare kritiserade Vilhelm för hans girighet och grymhet, men hans personliga fromhet hyllades ofta.

## Hertig av Normandie

### Strider om den minderårige hertigen

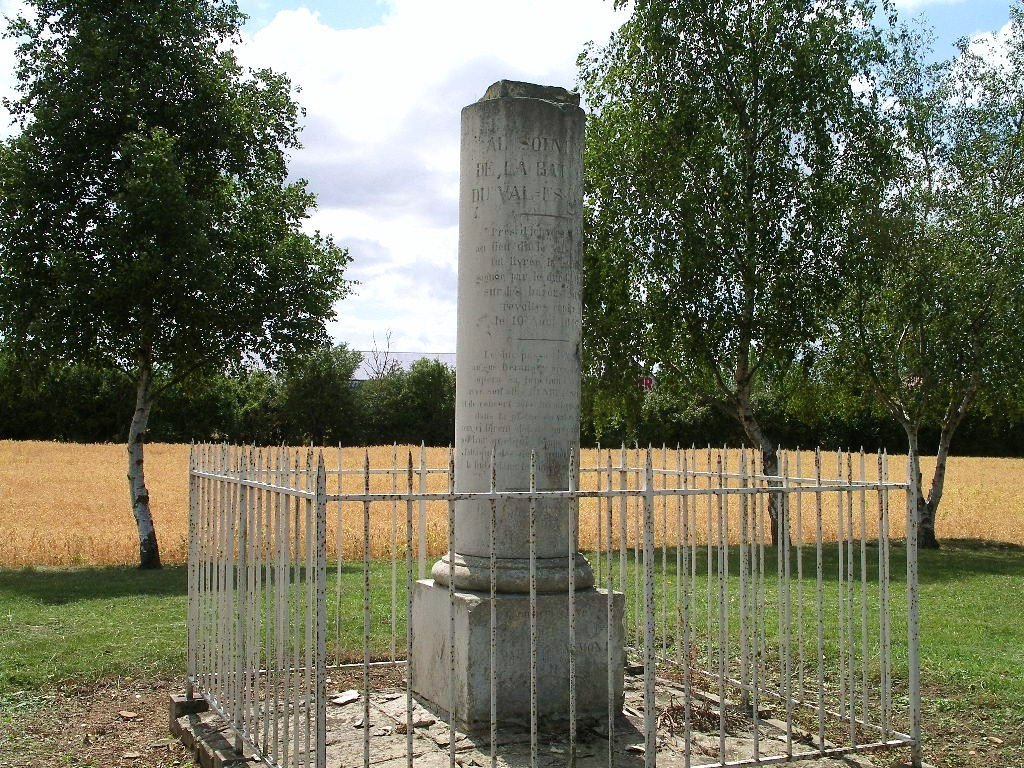
Pelare vid platsen för slaget vid Val-ès-Dunes.

Vilhelm hade svårt att bli hertig, då både hans illegitimitet och hans ålder talade emot honom; det verkar som han var antingen sju eller åtta år gammal då fadern dog. Han fick stöd av sin gammelfarbror, ärkebiskop Robert, samt kungen av Frankrike, Henrik I, vilket gjorde att han kunde efterträda sin far som hertig. Stödet till de två engelska prinsarna i exil tyder på att den nye hertigens beskyddare försökte följa faderns principer, men ärkebiskop Roberts död i mars 1037 innebar att en av Vilhelms främsta anhängare försvann och förhållandena i Normandie blev snart kaotiska.
Anarkin i hertigdömet fortsatte fram till 1047 och det var många som försökte ta ansvaret över den unge hertigen och därmed makten. Alan av Bretagne var den som först var förmyndare för hertigen, men han avled någon gång 1039 eller 1040. Gilbert av Brionne tog då över, men han dödades några månader senare liksom en annan av Vilhelms beskyddare, Turchetil. En annan av hertigens beskyddare dödades i början av 1040-talet i Vilhelms kammare medan hertigen sov. Det sägs att Walter, Vilhelms morbror, då och då var tvungen att gömma den unge hertigen i böndernas hus, även om denna berättelse kan vara påhittad av Orderic Vitalis. Historikern Eleanor Searle spekulerar att Vilhelm växte upp tillsammans med de tre kusiner som senare kom att bli betydelsefulla för honom i hans karriär: William FitzOsbern, Roger de Beaumont och Roger av Montgomery. Även om många av de normandiska adelsmännen ägnade sig åt sina egna fejder och strider under den tid Vilhelm var minderårig var det fortfarande så att baronerna erkände honom som hertig och även kyrkan stödde Vilhelm.
Kung Henrik fortsatte att stödja den unge hertigen, men i slutet av 1046 gick Vilhelms motståndare samman i ett uppror i nedre Normandie, ledda av Guy av Burgund som hade stöd av Nigel, viscount av Cotentin och Ranulf, viscount av Bessin. Enligt berättelser, som delvis kan ha varit påhittade, försökte de kidnappa Vilhelm i Valognes, men han flydde i skydd av mörkret till Henrik. I början av 1047 återvände Henrik och Vilhelm till Normandie och segrade vid slaget vid Val-ès-Dunes nära Caen, även om det inte finns så många detaljer bevarade kring denna strid. Vilhelm av Poitiers hävdade att striden främst vanns tack vare Vilhelm, men tidigare källor menade att kung Henriks mannar och hans ledarskap över dem också spelade en viktig roll. Vilhelm grep åter makten över Normandie och utropade gudsfred, som ett försök att begränsa våld och krig i hertigdömet, genom att begränsa antalet dagar som strid var tillåtet. Slaget vid Val-ès-Dunes räknas visserligen som en vändpunkt när det handlar om Vilhelms kontroll över hertigdömet, men det pågick strider mellan honom och adeln under hela perioden 1047–1054 och några mindre kriser under perioden 1054–1060.

### Maktbefästande

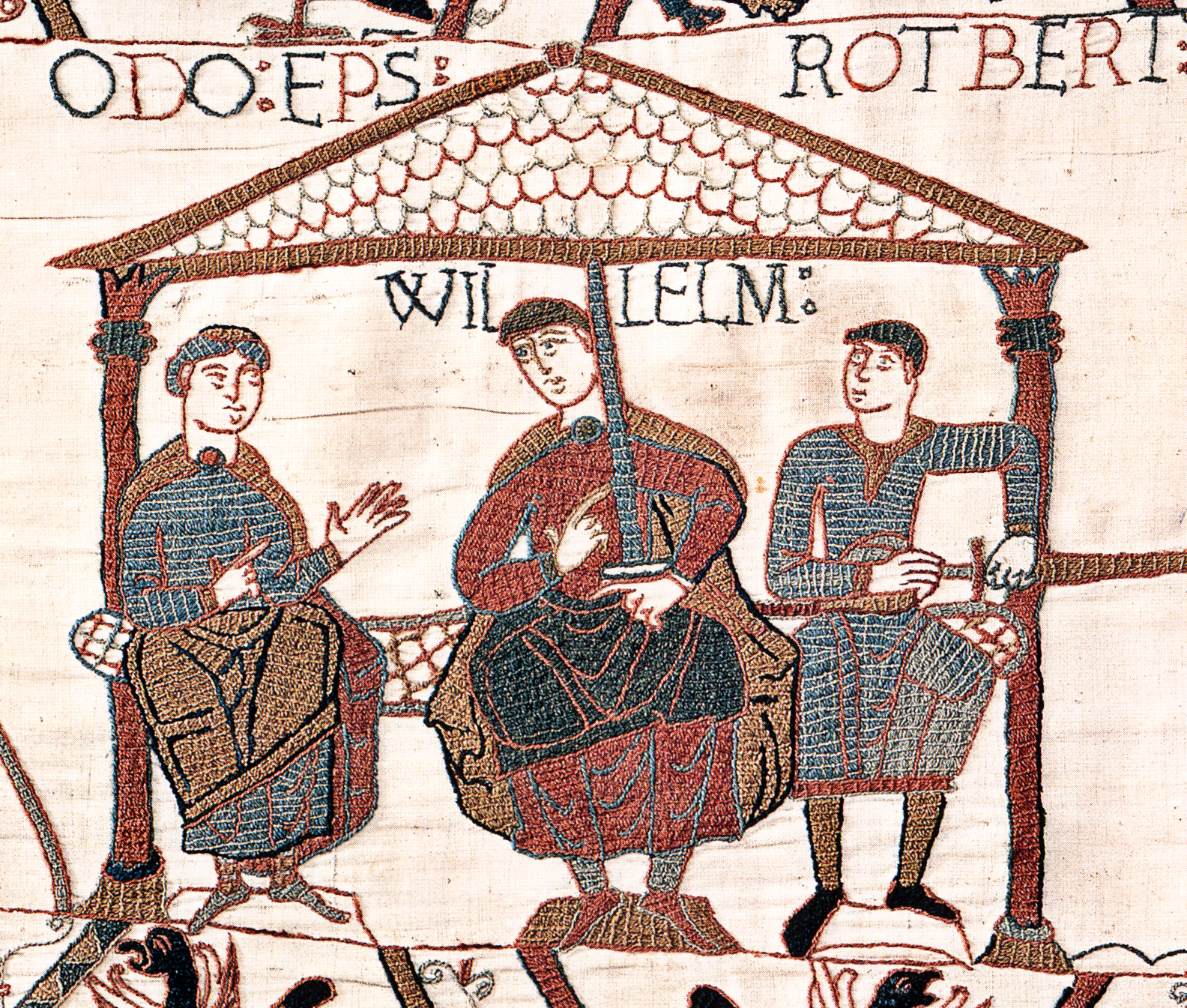
Bild från Bayeuxtapeten av Vilhelm och hans halvbröder. Vilhelm sitter i mitten, Odo till vänster och Robert till höger.

Guy av Burgund drog sig tillbaka till sin borg i Brionne, men Vilhelm belägrade den och lyckades till slut skicka Guy i exil 1050. Gottfrid II, greve av Anjou, hade stärkt sin makt så Vilhelm anslöt sig till kung Henriks fälttåg mot greven, vilket är det sista kända samarbetet mellan de båda. De lyckades erövra ett av ätten Angevins fort, men inget annat. Gottfrid försökte erövra Maine, särskilt efter Hugh IV av Maines död 1051. Ätten Bellême, som höll Bellême på gränsen mellan Maine och Normandie, såväl som forten i Alençon och Domfront, spelade en betydande roll. Bellêmes länsherre var kungen av Frankrike och hertig Vilhelm var länsherre över Alençon, men Gottfrid II var länsherre över Domfront. Ätten Bellême, vars landområden låg strategiskt mellan tre olika länsherrar, lyckades spela ut dem mot varandra och praktiskt taget säkra självständighet för egen del.
Då Hugh IV av Maine avled ockuperade Gottfrid II Maine, men Vilhelm och kung Henrik lyckades driva ut honom och samtidigt lyckades Vilhelm erövra ätten Bellêmes fort Alençon och Domfront. Därigenom befäste han sin makt som länsherre över ätten Bellême. Dock vände sig kungen emot Vilhelm 1052 och gick samman med Gottfrid II samtidigt som vissa i den normandiska adeln började utmana Vilhelms stärkta maktställning, något som även kungen troligtvis kände sig hotad av. Vilhelm stred mot sina egna adelsmän under 1053, men även mot den nye ärkebiskopen av Rouen, Mauger. I februari 1054 angrep kungen och de normandiska rebellerna hertigdömet från två håll. Henrik ledde anfallet vid Évreux, medan kungens bror Odo, attackerade östra Normandie.
Vilhelm delade upp sina styrkor i två grupper. Han ledde själv striden mot Henrik. I den andra gruppen fanns några av de som kom att bli hans främsta anhängare, Robert, greve av Eu, Walter Giffard, Roger av Mortemer och William de Warenne. Den andra styrkan besegrade angriparna vid slaget vid Mortemer, vilket gjorde att båda angreppen avstyrdes. Detta ledde även till att Vilhelms kyrkliga anhängare kunde avsätta Mauger som ärkebiskop av Rouen. Slaget vid Mortemer var en viktig vändpunkt för Vilhelm, då hans makt över Normandie kraftigt stärktes även om striderna mot den franska kungen och greven av Anjou fortsatte till 1060. Henrik och Gottfrid försökte 1057 återigen invadera Normandie, men besegrades av Vilhelm i slaget vid Varaville. Detta var sista gången Normandie invaderades under Vilhelms livstid och då kungen och greven båda avled 1060 ökade Vilhelms makt ytterligare.

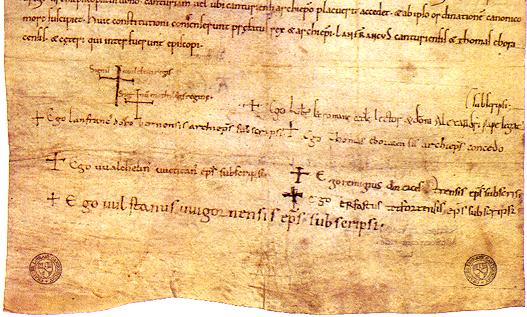
Vilhelm och Matildas signaturer är de första stora kryssen på Accord of Winchester från 1072.

Vilhelms äktenskap med Matilda av Flandern, dotter till Balduin V av Flandern, var gynnsamt för honom. Förbundet mellan de två arrangerades 1049, men påve Leo IX förbjöd dem vid konciliet i Reims i oktober 1049 att gifta sig. Bröllopet ägde, trots detta, rum någon gång i början av 1050-talet, möjligen utan påvens godkännande. Exakt datum är okänt, men det är troligt att det ägde rum 1051 eller 1053, men det är säkert att det skedde före slutet av 1053 eftersom Matilda omnämns som Vilhelms maka i ett dokument daterat i slutet av det året. Enligt en sentida källa som generellt inte betraktas som trovärdig fick de inte påvens godkännande förrän 1059, men eftersom normanderna generellt sett hade en god relation med påven på 1050-talet, och det normandiska prästerskapet kunde besöka Rom 1050 utan problem, så fick de troligtvis godkännandet tidigare. För påvens godkännande grundade de två kloster i Caen ett av Vilhelm och ett av Matilda. Äktenskapet stärkte Vilhelms ställning, då Flandern var en av de mäktigaste frankiska territorierna, med band både till det franska kungahuset och till de tyska kejsarna. Samtida författare bedömde att äktenskapet, som gav fyra söner och fem eller sex döttrar, var lyckligt och det finns inga tecken på att han var otrogen mot henne (vilket är ovanligt för en medeltida monark).

### Den normandiska administrationen
Det normandiska styret under Vilhelm liknade tidigare hertigars. Det var ett ganska enkelt administrativt system, uppbyggt kring hertigens hushåll. Hertigen reste runt i hertigdömet, godkände stadgor och samlade in pengar.
Vilhelm hade god kontakt med kyrkan i sitt hertigdöme. Han deltog i kyrkoråd och utsåg flera biskopar, däribland Maurilius som blev ärkebiskop av Rouen. Vilhelm utnämnde sin halvbror Odo till biskop av Bayeux 1049 eller 1050. Han rådfrågade även prästerskapet, däribland Lanfranc, en icke-normand som kom att bli en av Vilhelms främsta kyrkliga rådgivare i slutet av 1040-talet och förblev det under 1050- och 1060-talet. Vilhelm var generös mot kyrkan; mellan 1035 och 1066, grundade den normandiska adeln åtminstone tjugo nya klosterbyggnader, däribland Vilhelms två kloster i Caen.

## I England och på kontinenten

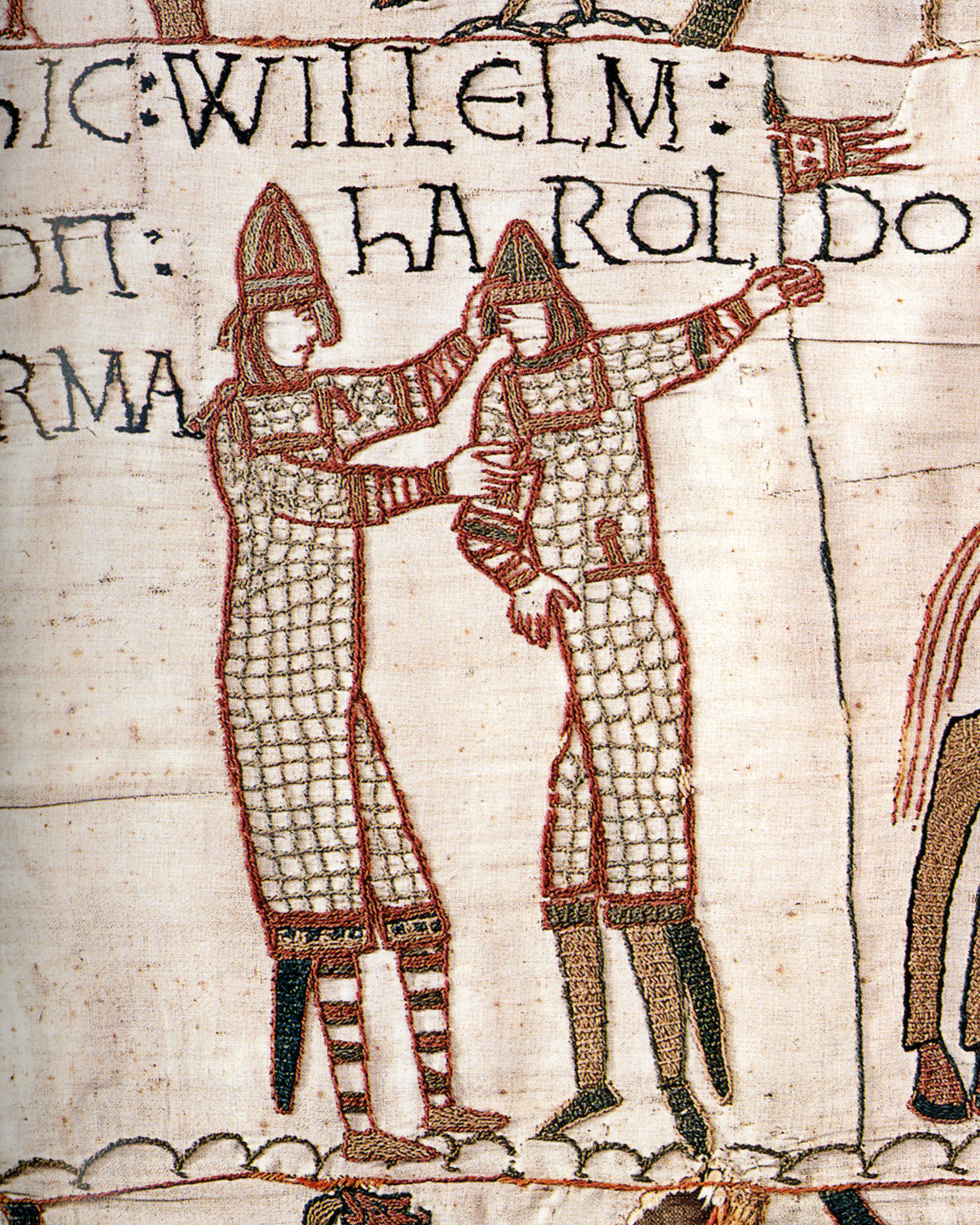
En scen från Bayeuxtapeten visar hur Vilhelm ger Harald en rustning under Haralds resa till kontinenten 1064.

Den barnlösa kung Edvard av England tycks ha valt Vilhelm till sin tronföljare 1051. Anglo-Saxon Chronicle, D-versionen, uppger till och med att Vilhelm besökte England i den senare delen av 1051, kanske för att få tronföljden bekräftad eller så behövde han hjälp på grund av oroligheterna i Normandie. Vilhelm var ättling till Edvards morbror, Rickard II av Normandie. Det är inte troligt att han for på denna resa eftersom han var fullt upptagen med att strida mot Anjou vid denna tid. Oavsett vad Edvard önskade så var Vilhelms anspråk på tronen något som Godwin, earlen av Wessex, motsatte sig. Han tillhörde den allra mäktigaste familjen i England. Edvard hade gift sig med Edith, Godwins dotter 1043, och Godwin verkar ha varit bland de som stått bakom Edvards anspråk på tronen. Omkring 1050 hade dock relationen mellan kungen och earlen försämrats och 1051 gick Godwin och hans familj i exil. Det var vid denna tid som Edvard ska ha erbjudit Vilhelm tronen. Godwin återvände från exilen 1052, med beväpnade styrkor och kungen och earlen kom fram till en överenskommelse och earlen och hans familj fick komma tillbaka till sina ägor. Robert av Jumièges, en normand som Edvard hade utsett till ärkebiskop av Canterbury, ersattes med Stigand, biskop av Winchester. Det finns inga engelska källor som nämner att ärkebiskop Robert skulle uttryckt något löfte om tronföljden och de normandiska källor som nämner det, Vilhelm av Jumièges och Vilhelm av Poitiers, nämner inte när detta skulle ha ägt rum.
Greve Herbert II av Maine avled 1062 och Vilhelm, som hade trolovat sin äldste son Robert med en av Herberts systrar, gjorde anspråk på Maine genom sin son. Detta bestreds av den lokala adeln, men Vilhelm invaderade området och lyckades säkra det 1064. Vilhelm utsåg en normand till biskop av Le Mans året efter och lät sin son Robert Curthose svära trohet till den nye greven av Anjou, Gottfrid III, greve av Anjou. Vilhelms västra gräns var därigenom säkrad medan hans gräns mot hertigdömet Bretagne var fortfarande inte säker. Vilhelm anföll Bretagne 1064, ett fälttåg som det inte finns så många detaljer kring. Hertig Conan II tvingades därigenom inrikta sig på att försvara Bretagne, snarare än att försöka utvidga sitt territorium. Conans död 1066 säkrade Normandies gränser ytterligare. Fälttåget mot Bretagne ledde även till att Vilhelm fick stöd från några adelsmän därifrån som sedan hjälpte honom då han erövrade England 1066.
Earl Godwin avled 1053 och hans söner fick ökad makt. Harald Godwinson efterträdde fadern och Tostig Godwinson, blev earl av Northumbria. Gyrth Godwinson blev earl av East Anglia 1057 och Leofwine Godwinson blev earl av Kent någon gång mellan 1055 och 1057. Vissa källor menar att Harald deltog i Vilhelms fälttåg mot Bretagne 1064 och att Harald svor att han skulle stödja Vilhelms anspråk på den engelska kronan då fälttåget var över, men detta nämns inte i några engelska källor och det är oklart om det ägde rum. Det kan ha varit normandisk propaganda i syfte att miskreditera Harald, som blivit Vilhelms främsta utmanare i kampen om att få ärva kronan. Ännu en utmanare till kungamakten dök dock upp: Edvard Landsflyktingen, son till Edmund Järnsida och sonson till Ethelred II, återvände till England 1057. Han avled dock kort efter återkomsten, men hade med sig sin familj, döttrarna Margareta och Cristina samt sonen Edgar Ætheling.
Northumbria gjorde uppror mot Tostig 1065 och rebellerna valde Morcar, yngre bror till Edwin, earl av Mercia, till earl istället för Tostig. Harald stödde rebellerna och övertalade kungen att ersätta sin bror Tostig med Morcar, kanske i hopp om att få Edwins och Morcars stöd i sina anspråk på kronan. Tostig gick i exil i Flandern tillsammans med sin maka Judith, som var dotter till Balduin IV av Flandern. Kung Edvard var sjuk och avled den 5 januari 1066. Det är oklart vad som skedde på hans dödsbädd. Enligt en berättelse, hämtad från Vita Edwardi, en biografi över Edvard, fanns hans maka Edit, Harald, ärkebiskop Stigand och Robert FitzWimarc vid hans sida och kungen utnämnde Harald till sin efterträdare. De normandiska källorna bestrider inte detta, men menar att Haralds ed och Edvards tidigare löfte inte skulle ändras på dödsbädden. Senare engelska källor uppger att Harald hade valts till kung av Englands prästerskap och adel.

## Erövringen av England

### Haralds förberedelser
Harald kröntes den 6 januari 1066 i Westminster Abbey som Edvard låtit bygga i normandisk stil. Engelska källor menar att det var Ealdred, ärkebiskop av York, som utförde ceremonin medan normandiska källor menar att det var Stigand, som inte godkänts som ärkebiskop av påven, som krönte Harald. 
Det fanns dock andra som gjorde anspråk på kronan, däribland hans landsflyktiga bror Tostig Godwinson. Kung Harald Hårdråde av Norge gjorde också anspråk på kronan som farbror och arvtagare till kung Magnus I av Norge, som omkring 1040 hade slutit en pakt med Hardeknut att om någon av dem skulle dö innan de fick barn skulle de ärva varandra. Harald Godwinson väntade även att Vilhelm av Normandie, som gjorde anspråk på kronan, skulle invadera England och han förberedde sig främst på detta.
Harolds bror Tostig gjorde attacker längs Englands södra kust i maj 1066 för att undersöka möjligheterna att invadera England. Han landsteg på Isle of Wight med en flotta som han fått av Balduin av Flandern. Han fick dock inget lokalt stöd och räder in i Lincolnshire nära floden Humber misslyckades, så Tostig drog sig tillbaka till Skottland där han stannade en tid. Enligt den normandiska författaren Vilhelm av Jumièges skickade Vilhelm sändebud till kung Harald Godwinson för att påminna honom om hans ed att han skulle stödja Vilhelms anspråk, men det är oklart om detta faktiskt skedde. Harald samlade både armé och flotta för att slå tillbaka de invasionstrupper som Vilhelm förväntades sända. Trupper och skepp placerades ut i engelska kanalen under större delen av sommaren.

### Vilhelms förberedelser

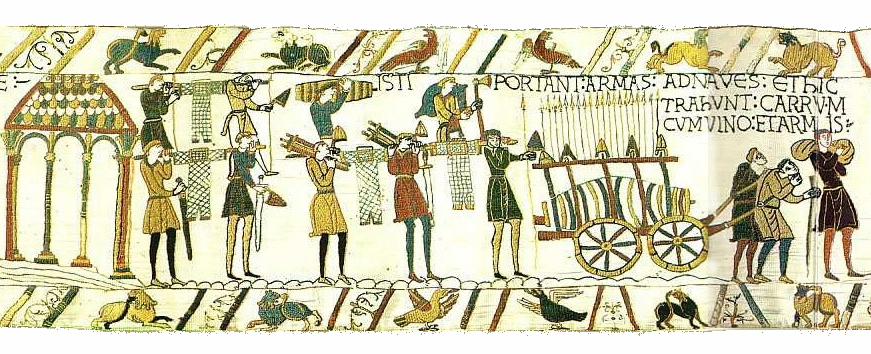
Scen från Bayeuxtapeten där normander förbereder sig för invasionen av England.

Vilhelm av Poitiers beskriver hur hertig Vilhelm sammankallat ett råd, där adelsmännen diskuterade om de skulle ta risken att invadera England eller inte. Även om det förmodligen hölls någon form av formell sammankomst är det föga troligt att någon diskussion ägde rum, eftersom Vilhelm vid denna tid hade makten över sina adelsmän och de som samlats borde ha varit måna om att få en del i det erövringen av England skulle ge. Vilhelm av Poitiers menar även att hertigen fick påve Alexander II:s tillåtelse och ett påvligt baner. Vilhelm av Poitiers hävdar även att hertigen fick stöd av kejsar Henrik och kung Sven II av Danmark, men Henrik var fortfarande minderårig och det är mer troligt att Sven stött Harald, som skulle kunnat stödja honom mot den norska kungen, så dessa uppgifter är osäkra. Även om Alexander gav invasionen sitt godkännande efter den lyckats finns det inga andra källor som visar att det fanns något påvligt stöd innan. Händelser som ägde rum efter invasionen, som den botgöring som Vilhelm gjorde och redogörelser från senare påvar, kan dock stödja påståendena att påvens godkännande fanns. Under invasionen styrdes Normandie av Vilhelms maka Matilda av Flandern.
Under sommaren samlade Vilhelm sin armé och en invasionsflotta i Normandie. Även om Vilhelm av Jumièges påståenden om att hertigens flotta bestod av 3 000 skepp är klart överdrivna, så var den troligtvis stor och byggdes till största delen från grunden. Vilhelm av Poitiers och Vilhelm av Jumièges är oeniga om var flottan byggdes upp. Vilhelm av Poitiers menar att den byggdes vid floden Dives mynning medan Vilhelm av Jumièges hävdar att den byggdes vid Saint-Valery-sur-Somme, men de är eniga om att den slutligen avseglade från Valery-sur-Somme. Förutom trupper från Vilhelms områden Normandie och Maine fanns även stora grupper av legosoldater, allierade och frivilliga från Bretagne, nordöstra Frankrike och Flandern ombord, liksom mindre grupper från andra delar av Europa. De var redo att avsegla i början av augusti, men vindförhållandena gjorde att de stannade i Normandie till slutet av september. Det fanns nog även andra orsaker till att Vilhelm avvaktade. Han fick rapporter om att Harald hade trupper längs kusten under sommaren, så Vilhelm hade skäl att avvakta. När skördesäsongen började den 8 september upplöste Harald sin armé.

### Tostigs och Hårdrådes invasion

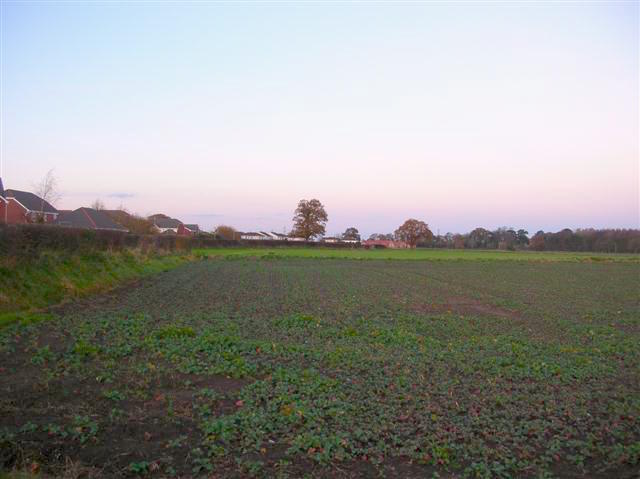
Platsen där slaget vid Stamford Bridge ägde rum.

Haralds bror Tostig och Harald Hårdråde invaderade Northumbria i september 1066 och besegrade Morcars och Edwins trupper vid slaget vid Fulford i närheten av York. Kung Harald fick höra talas om detta och marscherade norrut, besegrade angriparna och dödade Tostig och Hårdråde den 25 september vid slaget vid Stamford Bridge. Den normandiska flottan satte segel två dagar senare och landsteg vid Pevensey Bay den 28 september. Vilhelm begav sig sedan till Hastings, en bit österut, där han byggde en borg som bas. På denna plats väntade han på att Harald skulle återvända söderut. Vilhelm ville inte ta sig alltför långt från kusten, för att inte riskera att tappa kontakten med Normandie.

### Slaget vid Hastings
Efter att ha besegrat Harald Hårdråde och Tostig lämnade Harald en stor del av sin här i norr, däribland Morcar och Edwin av Mercia, och begav sig söderut för att ta sig an den normandiska invasionen som hotade där. Under resan söderut fick han förmodligen reda på var Vilhelm hade landstigit. Han stannade i London i ungefär en vecka innan han gav sig av mot Hastings. Harald försökte att överraska normanderna, men Vilhelm hade spejare ute som rapporterade till honom att de engelska trupperna hade anlänt till området. Exakt vad som hände innan slaget är oklart, då källorna motsäger varandra, men de är eniga om att Vilhelm ledde sina styrkor från sin borg mot fienden. Harald hade intagit en försvarsposition uppe på Senlac Hill (nuvarande Battle, East Sussex), en knapp mil från Vilhelms borg i Hastings.
Slaget inleddes omkring klockan 9 på morgonen den 14 oktober och pågick hela dagen. Man känner till vad som hände i stora drag, men källorna motsäger varandra när det gäller specifika händelser. Det var ungefär lika många stridande på båda sidor, men Vilhelm hade både kavalleri och infanteri, däribland många bågskyttar medan Harald endast hade fotsoldater och få, eller inga, bågskyttar. De engelska soldaterna formerade sig som en sköldmur längs åsen och var till en början så framgångsrika att Vilhelms trupper slogs tillbaka och gjorde stora förluster. Vilhelms bretonska trupper drabbades av panik och flydde och blev då jagade av de engelska trupperna. Dessa engelska trupperna hanns dock upp av det normandiska kavalleriet och slogs ned. Det gick rykten bland de normandiska trupperna om att Vilhelm hade dödats då bretonska trupperna flydde, men han lyckades samla sina trupper. Normanderna låtsades att de drog sig tillbaka, vilket fick engelsmännen att jaga dem, vilket ledde till att det normandiska kavalleriet kunde slå ned dem. Källorna är oeniga om vad som skedde under eftermiddagen. Den avgörande händelsen var Haralds död, men hur han dog är oklart. Vilhelm av Jumièges hävdade att Harald dödades av Vilhelm. På Bayeuxtapeten avbildas Harald med en pil i ögat, men det kan bero på att den ändrats senare för att stämma med de berättelser från 1100-talet som beskriver hur Harald dödades av en pil genom huvudet. Haralds lik identifierades dagen efter slaget antingen genom den rustning han burit eller genom kännetecken på kroppen. De döda engelska soldaterna, däribland några av hans bröder och hans hird, lämnades på slagfältet. Gytha, Haralds mor, ska ha erbjudit Vilhelm sin sons vikt i guld i utbyte mot hans lik, men det avvisades. Vilhelm beordrade att Haralds lik skulle slängas i havet, men det är oklart om så verkligen skedde. Personer vid Waltham Abbey, som Harald grundade, hävdade senare att hans lik begravts där i hemlighet.

### Marsch mot London
Vilhelm hade nog hoppats att engelsmännen skulle kapitulera efter hans seger, men det gjorde de inte. En del av det engelska prästerskapet och adeln utsåg Edgar Ætheling till kung, även om deras stöd för honom var ganska svagt. Vilhelm lyckades erövra Dover, delar av Kent och Canterbury medan han även sände en trupp till Winchester, där den kungliga skattkammaren fanns. Detta säkrade hans reträtt till Normandie, om det skulle behövas. Vilhelm tågade sedan mot Southwark dit han kom i november. Han ledde sina trupper runt södra och västra London och brände allt i sin väg. Vilhelm gick över Themsen vid Wallingford i början av december. Ärkebiskop Stigand underkastade sig Vilhelm där och hertigen fortsatte sedan till Berkhamsted där Edgar Ætheling, Morcar, Edwin och ärkebiskop Ealdred också underkastade sig honom. Vilhelm sände trupper in till London för att bygga en borg. Vilhelm kröntes till kung i Westminster Abbey på juldagen 1066.

## Maktbefästande

### Efter kröningen
Vilhelm stannade i England efter kröningen och försökte ena de infödda stormännen. De kvarvarande earlerna (Edwin av Mercia, Morcar av Northumbria och Waltheof av Northampton) fick sina titlar och landområden bekräftade. Waltheof var gift med Judith, som var dotter till Vilhelms syster Adeleide, och äktenskap mellan Edwin och en av Vilhelms döttrar föreslogs. Edgar Ætheling tycks också ha fått landområden. Biskopar satt kvar på samma kyrkliga poster som före invasionen, däribland Stigand. Dock förlorade Haralds släktingar sina landområden, liksom en del av de som stridit mot Vilhelm vid Hastings. I mars återvände Vilhelm till Normandie och tog med sig Stigand, Morcar, Edwin, Edgar och Waltheof. Hans halvbror Odo, biskop av Bayeux, fick ta över ansvaret över England tillsammans med släktingen William FitzOsbern, son till Vilhelms beskyddare som ung. Båda utnämndes till earler, FitzOsbern av Hereford (eller Wessex) och Odo av Kent. Även om två normander fick det övergripande ansvaret behöll han många av de infödda engelska sherifferna. Vilhelm for till Rouen och klosterkyrkan Fécamp och var närvarande vid helgandet av nya kyrkor vid två normandiska kloster.
Under tiden Vilhelm var i Normandie invaderade Eustace II av Boulogne, som tidigare varit allierad med Vilhelm, Dover men drevs tillbaka. Eadric Silvaticus attackerade Hereford och uppror utbröt i Exeter, där Haralds mor Gytha ledde motståndsrörelsen. FitzOsbern och Odo hade svårt att kontrollera befolkningen och började bygga borgar för att kunna behålla makten i riket. Vilhelm återvände till England i december 1067 och tågade mot Exeter, som han belägrade. Staden föll efter 18 dagars belägring och Vilhelm byggde en borg för att säkra sin makt över den. Haralds söner gjorde samtidigt räder i sydvästra England från ett basläger i Irland. Deras trupper landsteg nära Bristol, men besegrades av Eadnoth. Vid påsk befann sig Vilhelm i Winchester dit hans maka Matilda snart kom. Hon kröntes i maj 1068.

### Engelskt motstånd

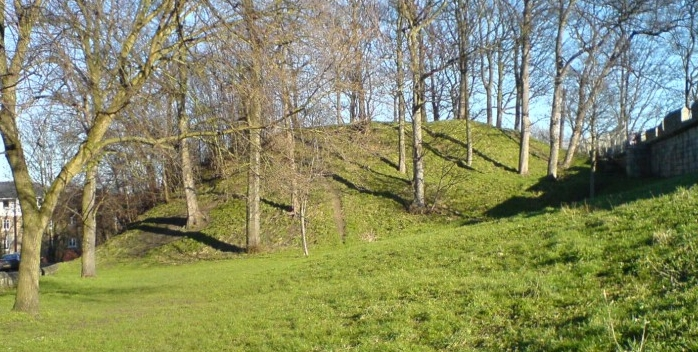
På Baile Hill i York byggde Vilhelm en motteborg.

Edwin och Morcar gjorde uppror 1068 och stöddes av Gospatric. Orderic Vitalis uppger att orsaken till att Edwin gjorde uppror var att det föreslagna äktenskapet mellan honom och en av Vilhelms döttrar inte blivit av, men det kan även ha berott på att William FitzOsbern fått ökad makt i Herefordshire. Kungen marscherade genom Edwins ägor och lät bygga Warwick Castle. Edwin och Morcar underkastade sig kungen, men han fortsatte till York och Nottingham och lät bygga York Castle och Nottingham Castle innan han vände söderut. Han lät därefter bygga Lincoln Castle, Huntingdon Castle och Cambridge Castle. Han lämnade över ansvaret för dessa nya borgar till anhängare som William Peverel, som fick ansvara över Nottingham Castle och Henry de Beaumont som fick styra över Warwick Castle. Kungen återvände till Normandie i slutet av 1068.
I början av 1069 gjorde Edgar Ætheling uppror och attackerade York. Vilhelm återvände till York och lät bygga ännu en borg. Edgar allierade sig med kung Sven II av Danmark. Den danska kungen hade en stor flotta och attackerade inte bara York utan även Exeter och Shrewsbury. York erövrades av Edgars och Svens gemensamma styrkor. Edgar utropades till kung av sina anhängare, men Vilhelm svarade snabbt trots ett uppror i Maine. Han bar symboliskt sin krona i Yorks ruiner juldagen 1069 och fortsatte sedan med att erbjuda danskarna pengar för att ge sig av. Han marscherade till floden Tees och plundrade landsbygden på vägen. Edgar, som hade förlorade största delen av sina anhängare, flydde till Skottland där kungen, Malkolm III, var gift med Edgars syster Margareta. Waltheof, som deltagit i upproret, underkastade sig kungen, likaså Gospatric, och båda fick behålla sina ägor. Vilhelm gick över Penninerna under vintern och besegrade de kvarvarande rebellerna i Shrewsbury och byggde därefter borgarna Chester Castle och Stafford Castle. Detta fälttåg, där de kungliga trupperna brände och förstörde stora delar av landsbygden där de passerade, kallas härjningen av norra England och var över i april 1070, då Vilhelm symboliskt bar sin krona under påsken i Winchester.

### Kyrkliga angelägenheter
Vilhelm träffade tre ablegater (John Minutus, Peter och Ermenfrid av Sion) då han var i Winchester 1070 och de hade blivit ditsända av påve Alexander. Det var de som ceremoniellt krönte Vilhelm under påsken. Historikern David Bates betraktar denna kröning som påvens godkännande av Vilhelms erövring. Ablegaterna och kungen höll sedan flera kyrkliga rådslag i syfte att reformera och omorganisera den engelska kyrkan. Stigand och hans bror Æthelmær, biskop av Elmham, förlorade sina biskopssäten. Vissa infödda abbotar förlorade också sina poster, både vid påsk och senare vid ett rådslag nära Whitsun. Lanfranc utnämndes till ny ärkebiskop av Canterbury och Thomas av Bayeux blev ny ärkebiskop av York. Han efterträdde Ealdred, som hade avlidit i september 1069. Vilhelms halvbror Odo hade kanske hoppats att få bli ärkebiskop av Canterbury, men Vilhelm ville troligtvis inte ge så mycket makt till en familjemedlem. En annan anledning kan ha varit att påven kan ha utövat påtryckningar så att Lanfranc skulle utnämnas. Normandiska präster ersatte de avsatta biskoparna och abbotarna och till slut fanns det bara två infödda biskopar kvar, tillsammans med flera prelater från kontinenten som utnämnts av Edvard Bekännaren. Samma år, 1070, grundade Vilhelm klostret Battle Abbey, där slaget vid Hastings hade ägt rum, delvis som botgörelse för dödandet under slaget och delvis som ett minnesmärke över de döda.

## Problem i England och på kontinenten

### Danska räder och uppror i norr

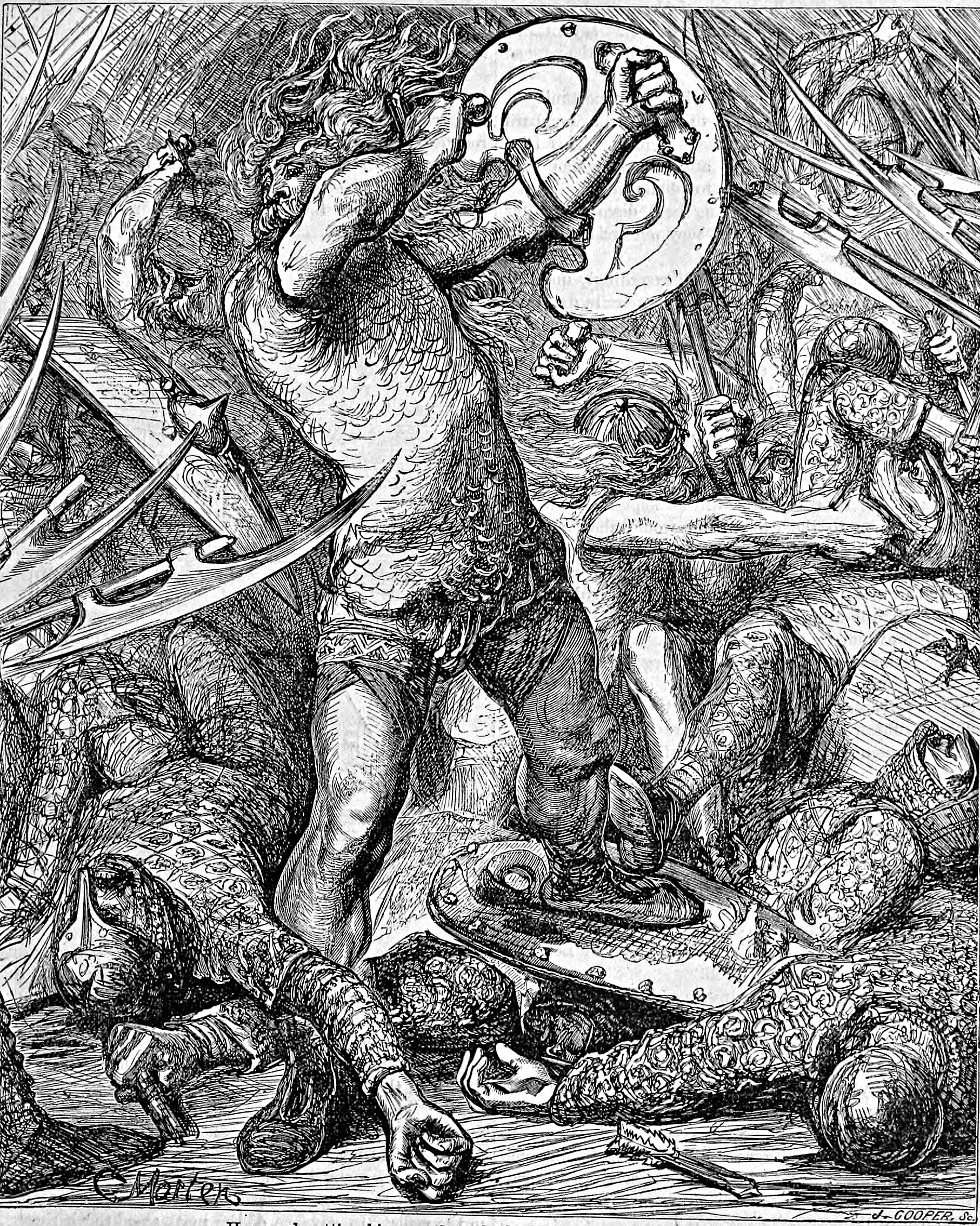
Sven Estridsson anslöt sig under våren 1070 till den lokala thegnen Hereward the Wake (på bilden).

Även om Sven Estridsson hade lovat att lämna England återkom han våren 1070 och gjorde räder längs Humber och East Anglia mot Isle of Ely, där han anslöt sig till den lokala thegnen Hereward the Wake. Herewards trupper anföll Peterborough Abbey, som de erövrade och plundrade. Vilhelm lyckades få Sven och hans flotta att ge sig av 1070 och kunde därefter fara till kontinenten för att ta itu med problemen i Maine, där det i staden Le Mans hade varit ett uppror 1069. Greve Balduin VI av Flandern avled i juli 1070, vilket ledde till ett tronföljdskrig. Änkan styrde å sina unga söners vägnar, men detta ifrågasattes av Balduins bror, Robert I av Flandern. Änkan förlovade sig med William FitzOsbern, men han dödades i slaget vid Cassel i februari 1071 och Robert blev greve. Han motsatte sig Vilhelms makt på kontinenten och vid slaget vid Cassel förlorade Vilhelm inte bara en betydelsefull anhängare utan det ledde även till att maktbalansen i norra Frankrike förändrades.
Vilhelm slog ned det sista upproret i norr 1071. Earl Edwin förråddes av sina egna män och dödades medan Vilhelm lät bygga en vägbank för att erövra Isle of Ely, där Hereward the Wake och Morcar gömde sig. Hereward flydde, men Morcar tillfångatogs, berövades sin earltitel och fängslades. År 1072 invaderade Vilhelm Skottland där han besegrade Malcolm, som tidigare hade anfallit norra England. Vilhelm och Malcolm skrev under ett fredsfördrag och Malcolm fick lämna över sin son Duncan som gisslan. Att Edgar Ætheling skulle lämna Malcolms hov kan också ha varit ett villkor i fördraget. Vilhelm återvände till Normandie i början av 1073, då Maine invaderats av Fulko IV, greve av Anjou. Vilhelm lyckades snabbt erövra tillbaka La Mans från Fulkos trupper i mars 1073. Detta säkrade Vilhelms makt i norra Frankrike, men den nye greven av Flandern lät Edgar Ætheling komma till sitt hov. Robert gifte även bort sin halvsyster Bertha med kungen av Frankrike Filip I, som var motståndare till normandernas makt.
Vilhelm återvände till England 1073, men for sedan snabbt tillbaka till Normandie och förblev där under hela 1074. Han lämnade ansvaret över England till anhängare som Richard FitzGilbert, William de Warenne och Lanfranc. Att han lämnade England och var borta därifrån i ett helt år är ett tecken på att han kände att han hade säkrat kontrollen över kungariket. Medan Vilhelm var i Normandie återvände Edgar Ætheling till Skottland. Den franske kungen föreslog att Edgar skulle få en borg i Montreuil-sur-Mer vid engelska kanalen, vilket skulle ha gett Edgar en strategisk fördel gentemot Vilhelm, men Edgar tvingades underkasta sig Vilhelm kort därefter och återvände till Vilhelms hov.

### Earlernas revolt

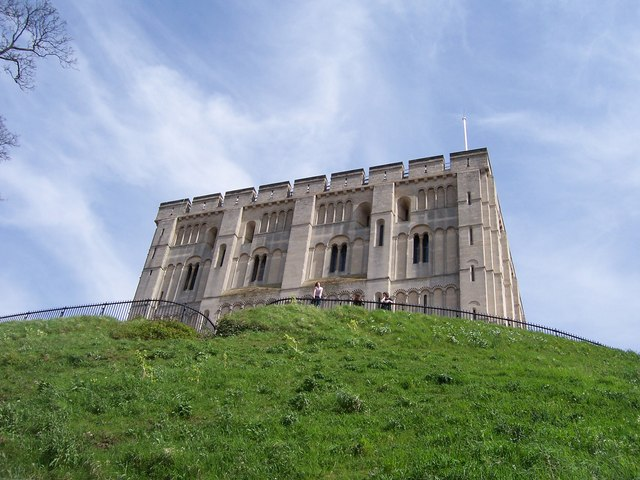
Norwich Castle, där Ralph de Gael hölls inne.

1075, då Vilhelm befann sig på kontinenten, började Ralph de Gael, earl av Norfolk och Roger de Breteuil, earl av Hereford konspirera för att avsätta honom i vad som kom att kallas earlernas revolt. Ralph var delvis bretagnare och hade levt större delen av sitt liv i Bretagne, där han fortfarande hade landområden. Roger var normand, son till William FitzOsbern, men hade inte fått lika mycket makt som fadern hade haft. Ralph tycks också ha haft mindre makt än de som tidigare varit earler av Norfolk och detta var troligtvis anledningen till att de gjorde uppror.
Vid ett bröllop i Exning mellan Ralph och en av Rogers släktingar inleddes upproret. Waltheof var också inblandad, trots att han var en av Vilhelms gunstlingar. Det fanns även andra lorder från Bretagne som var villiga att stödja Ralphs och Rogers revolt. Ralph bad om danskt stöd. Vilhelm stannade i Normandie medan hans män kuvade upproret. Roger kunde inte lämna sitt fäste i Herefordshire på grund av Wulfstan, biskop av Worcester och Æthelwig, abbot av Evesham. Odo av Bayeux, Geoffrey de Montbray, Richard FitzGilbert och William de Warenne höll Ralph inne i Norwich Castle. Han lämnade slutligen ansvaret för Norwich till hustrun och lämnade England och for till Bretagne. Norwich belägrades och kapitulerade; garnisonen läts fara till Bretagne. Den danska kungens bror, Knut, kom med 200 skepp men de kom för sent. Danskarna gjorde räder längs kusten innan de begav sig hem igen. Vilhelm återvände senare under 1075, tog hand om det danska hotet och lämnade över ansvaret för Normandie till sin maka Matilda. Vilhelm firade jul i Winchester och tog hand om upprorets efterverkningar. Roger och Waltheof sattes i fängelse och Waltheof avrättades i maj 1076. Vilhelm hade dock återvänt till kontinenten före avrättningen då Ralph hade fortsatt att göra uppror från Bretagne.

### Problem utomlands och på hemmafronten

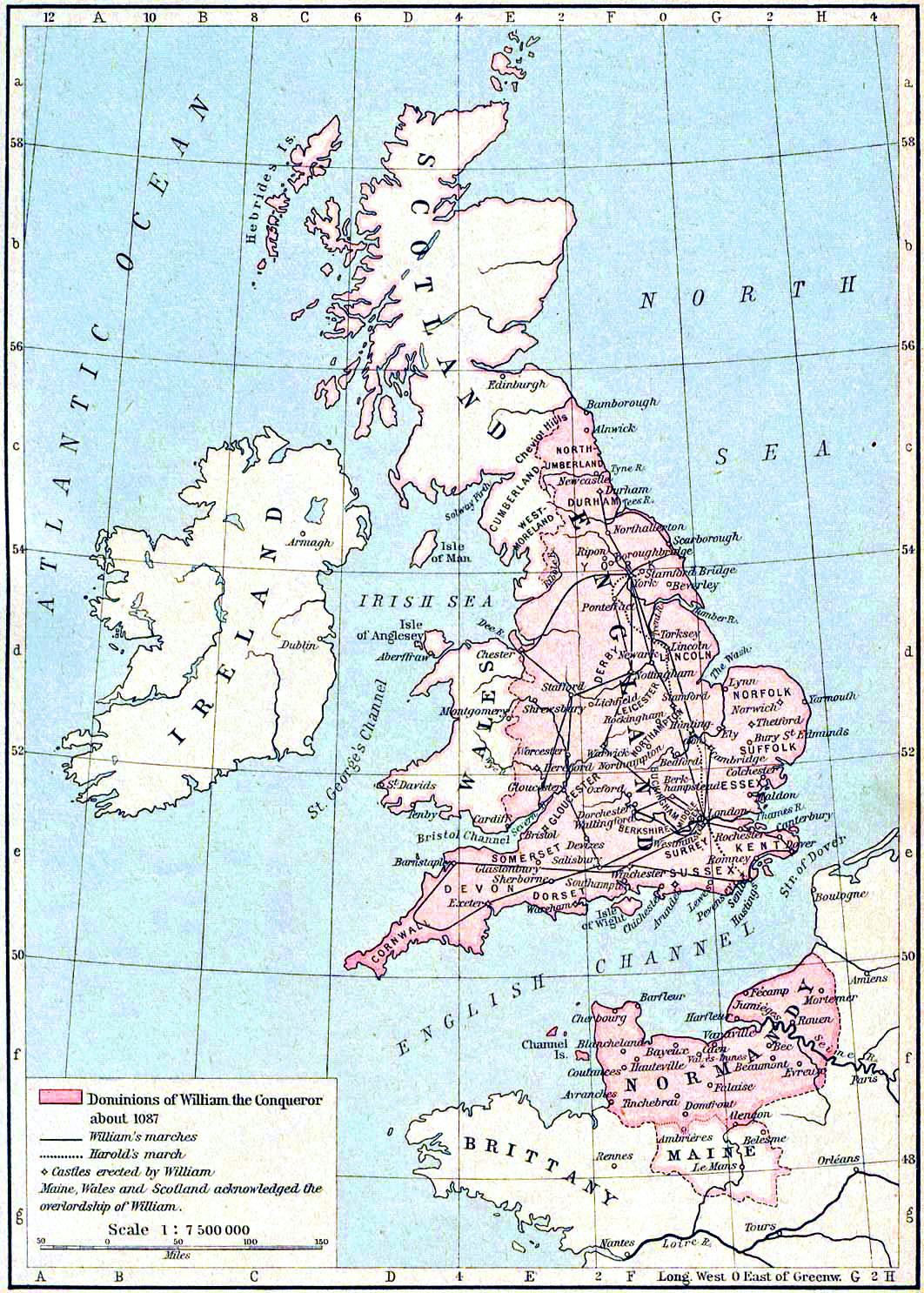
Karta över Vilhelms landområden 1087 (de rosa områdena visar hans land).

Earl Ralph hade tagit kontroll över borgen i Dol-de-Bretagne och i september 1076 gick Vilhelm in i Bretagne och belägrade borgen. Kung Filip befriade senare borgen från belägringen och besegrade Vilhelm i Dol och drev tillbaka honom till Normandie. Detta var Vilhelms första förlust i ett slag.
Angevinernas angrepp mot Maine slogs tillbaka i slutet av 1076 eller 1077 och greve Fulko IV skadades. Simon de Crépy, greve av Amiens, gick i kloster; innan han blev munk lämnade han över grevskapet Vexin till kung Filip. Vexin hade utgjort en buffertzon mellan Normandie och den franska kungens områden. Simon hade varit en av Vilhelms anhängare, även om Vexin var en av Filips vasallstater, vilket var anledningen till att Simon lämnade över grevskapet till kungen då han blev munk. Vilhelm lyckades sluta fred med Filip 1077, få till en vapenvila med greve Fulko i slutet av 1077 eller början av 1078.
I slutet av 1077 eller början av 1078 började Vilhelm få problem med sin äldste son, Robert. Även om Orderic Vitalis menar att det hade sin grund i ett bråk mellan Robert och hans yngre bröder, Vilhelm och Henrik, och att det började genom ett bråk där Vilhelm och Henrik skulle ha slängt vatten på Robert, så är det mer troligt att det handlade om att Robert kände sig maktlös.
Orderic beskriver hur han tidigare krävt att få ta kontrollen över Maine och Normandie, men avvisats. Oroligheterna omkring 1077–1078 ledde till att Robert lämnade Normandie tillsammans med en grupp unga män, många av dem söner till Vilhelms anhängare. Bland dem fanns Robert of Belleme, William de Breteuil och Roger, son till Richard FitzGilbert. Dessa unga män begav sig till borgen i Remalard, varifrån de gjorde räder in i Normandie. Detta stöddes av Vilhelms fiender på kontinenten. Vilhelm angrep omedelbart rebellerna och drev ut dem från Remalard, men kung Filip gav dem borgen i Gerberoy dit fler anhängare tog sig. Vilhelm belägrade Gerberoy i januari 1079. Efter tre veckor rusade de belägrade trupperna plötsligt ut från borgen och lyckades överraska motståndarna. Robert fick Vilhelm att falla av sin häst, men han räddades från döden av en engelsman. Vilhelms trupper tvingades bryta belägringen och kungen återvände till Rouen. Den 12 april 1080 lyckades Robert och Vilhelm nå en överenskommelse där Vilhelm försäkrade Robert om att han skulle få Normandie när Vilhelm dog.
Informationen om Vilhelms förlust i Gerberoy ledde till oroligheter i norra England. I augusti och september 1079 plundrade kung Malcolm av Skottland området mellan floderna Tweed och Tees. Att normanderna inte kom till deras försvar ledde till befolkningen i Northumbria gjorde uppror mot Walcher, biskop av Durham och earl av Northumbria. Biskopen dödades den 14 maj 1080 och Vilhelm skickade sin bror Odo att ta hand om upproret. Vilhelm gav sig av från Normandie i juli 1080 och på hösten sändes Vilhelms son Robert i ett fälttåg mot skottarna. Robert gjorde räder i Lothian och tvingade Malcolm att gå med på hans villkor och bygga ett fort i Newcastle-on-Tyne. Kungen var i Gloucester under julen 1080 och i Winchester pingsten 1081, bärandes sin krona. Ett påvligt sändebud anlände till England under denna tid, men avvisades av Vilhelm. Vilhelm besökte även Wales under 1081, även om de engelska och de walesiska källorna inte är eniga om orsaken till det besöket. Enligt Anglo-Saxon Chronicle var det ett fälttåg medan de walesiska källorna menar att det var en pilgrimsfärd till St Davids till Sankt Davids ära. Historikern David Bates menar att det är mer troligt att det rörde sig om ett fälttåg. då maktbalansen i Wales hade förändrats under denna tid och det var något som Vilhelm hade velat dra nytta av för att utöka den normandiska makten. I slutet av 1081 återvände Vilhelm till kontinenten för att ta hand om oroligheter i Maine. Ett fördrag slöts med en påvlig legat.

### De sista åren
Det finns inte många källor till vad som hände Vilhelm under perioden 1082–1084. Enligt historikern David Bates beror det på att det inte hände särskilt mycket och att Vilhelm befann sig på kontinenten så det fanns inget att skriva ned i Anglo-Saxon Chronicle. Vilhelm lät fängsla sin halvbror Odo 1082, men det är oklart varför. Inga samtida källor nämner osämja mellan bröderna. Orderic Vitalis skriver senare att Odo ville bli påve och att han försökt övertala några av Vilhelms vasaller att invadera södra Italien med honom. Att Odo försökt styra över Vilhelms vasaller är inget som Vilhelm skulle ha tolererat. Odo satt fängslad under resten av Vilhelms regeringstid, men hans landområden beslagtogs inte. 1083 gjorde Vilhelms äldste son Robert återigen uppror, med stöd från den franska kungen. Den 2 november 1083 avled Vilhelms gemål Matilda.
Problemen i Maine fortsatte, Hubert de Beaumont-au-Maine gjorde uppror, troligtvis 1084. Hans borg i Sainte-Suzanne belägrades av Vilhelms trupper i åtminstone två år, men de kunde sluta fred så småningom. Vilhelm var i Normandie under påsken 1084, men han kan ha varit i England innan dess för att samla in danagäld för att inte riskera att bli invaderade av Knut IV av Danmark. Invasionshotet fanns kvar ända fram till Knuts död i juli 1086.

## Vilhelm som kung

### Förändringar i England gällande borgar, skogar och adel

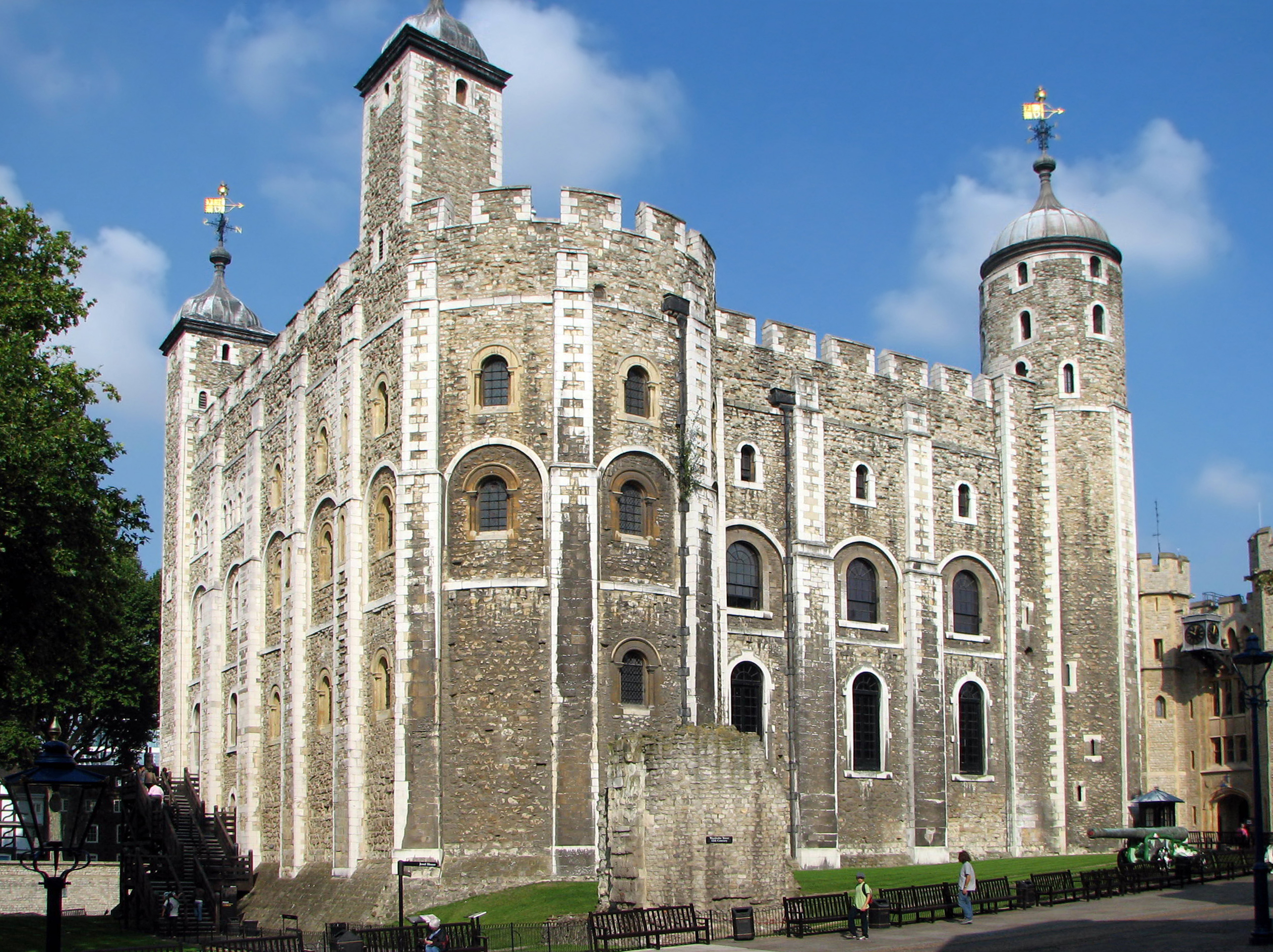
White Tower i London byggdes av Vilhelm.

För att säkra England lät Vilhelm bygga många borgar, fästningar och motte-and-bailey-byggnader, däribland White Tower i Towern. Dessa byggnader gjorde att normanderna kunde dra sig tillbaka i säkerhet när de hotades av uppror och skyddade garnisonerna när de befann sig på landsbygden. De tidigaste borgarna var enkla konstruktioner av trä och lera, som senare ersättes av stenbyggnader. I början hade de nyinflyttade normandernas riddare inga egna landområden, men så småningom fick de egna förläningar. Vilhelm krävde även att hans stormän bidrog med ett visst antal riddare, både för fälttåg och borggarnisoner.
När Vilhelm dog, efter att ha kväst många uppror, var de flesta ur den infödda anglosaxiska adeln utbytt mot normander och andra stormän från kontinenten. En del av de som följt Vilhelm under erövringen fick inte landområden i England. Många av dem tyckts ha varit skeptiska till att få förläningar i ett land som inte alltid tycktes fredligt. En del av normanderna i England kom från Vilhelms familj eller den övre normandiska noblessen och en del kom från relativt enkla förhållanden. Vilhelm slog i vissa fall samman landområden som tillhört många olika engelsmän och förlänade dem till en normandisk anhängare, ofta för att stärka makten kring en strategiskt placerad borg.
Den medeltida krönikören William av Malmesbury skriver att kungen avfolkade ett stort landområde, 36 församlingar, och skapade det kungliga New Forest-området därför att han roades av jakt. Moderna historiker menar att avfolkningen av New Forest-området var överdrivet; större delen av området är inte dugligt för jordbruk och arkeologiska och geografiska studier visar att det är inte troligt att det var särskilt befolkat när det förvandlades till kunglig skog. Vilhelm älskade jakt och han skapade jaktlagar som reglerade vem som fick jaga och vad som fick jagas.

### Administration

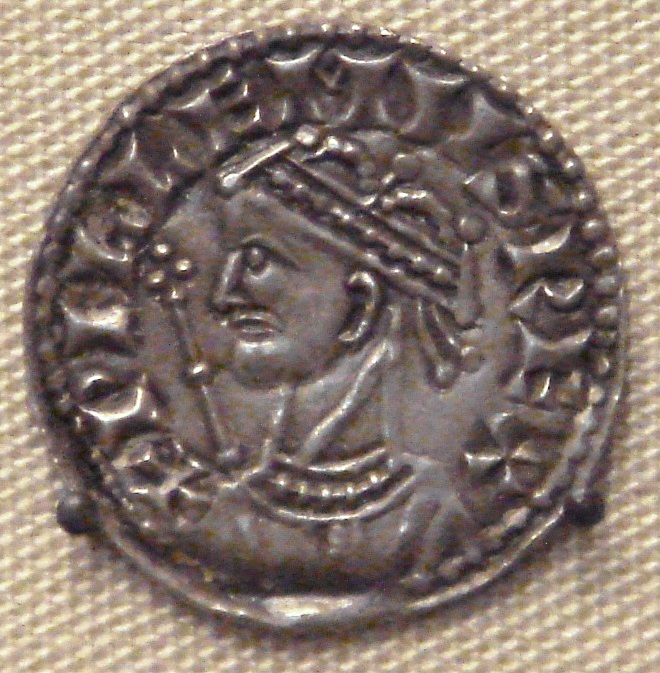
Ett engelskt mynt med Vilhelm Erövraren på.

Vilhelm försökte inte att ena sina områden till ett enda rike med samma lagstiftning efter 1066. På hans sigill, skapat efter 1066, läggs det vikt vid hans roll som kung men den skiljs från hans roll som hertig. I Normandie svor han sin trohet till den franske kungen men inte i England, vilket är ytterligare ett tecken på att hans olika områden behandlades olika och hade olika slags administration. I England användes förordningar som var okända på kontinenten och de stadgor och dokument som skapades i Normandie skilde sig från de som skapades i England.
Han tog över ett engelskt styre som var mer komplext än det normandiska. England var uppdelat i shires ("grevskap"') eller counties ("län"), vilka i sin tur var uppdelade i hundreds ("hundare") eller wapentake. Varje shire styrdes av en sheriff, som hade ungefär samma ställning som en normandisk viscount. Sheriffen hade ansvar för kunglig rättskipning och för att samla in kungliga intäkter. Vilhelm var tvungen att resa mycket för att övervaka sina utökade områden. Han reste mellan kontinenten och England åtminstone 19 gånger mellan 1067 och sin död. Vilhelm tillbringade större delen av sin tid i England under tiden mellan 1066 och 1072 och efter det tillbringade han större delen av sin tid i Normandie. Han utsåg personer ur sin familj som kunde fatta beslut åt honom då han var frånvarande, vanligtvis makan Matilda eller hans halvbror Odo.
Vilhelm fortsatte att samla in danagäld, en landskatt. Det var en skatt som baserades på landområdenas värde och kunde variera mellan 2 och 6 shillings per hide. Engelska mynt innehöll mycket silver och var konstnärligt utförda jämfört med de normandiska. I England tilläts inga andra mynt medan det i Normandie accepterades. Det finns inget som tyder på att engelska mynt användes i Normandie, vilket tyder på att det inte gjordes några försök att integrera de båda områdenas monetära system.
Han stärkte sin makt, inte bara genom beskattning, utan även genom sina stora ägor. Som kung Edwards arvtagare hade han kontroll över alla de kungliga områdena och de områden han erövrat från Harald och hans familj. Detta gjorde honom till den allra största jordägaren i riket. I Domesday Book kan man se att kungens land var värt fyra gånger så mycket som den näst största jordägarens, hans halvbror Odo, och sju gånger så mycket som den tredje största jordägarens, Roger av Montgomery.  
Vilhelm Erövraren blev mycket rik efter erövringen av England. Han anses varit den 7:e rikaste personen genom världshistorien, och efterlämnade i storleksordning runt 2000 miljarder kronor till sina söner (förmögenheten justerad för inflation).

### Domesday Book

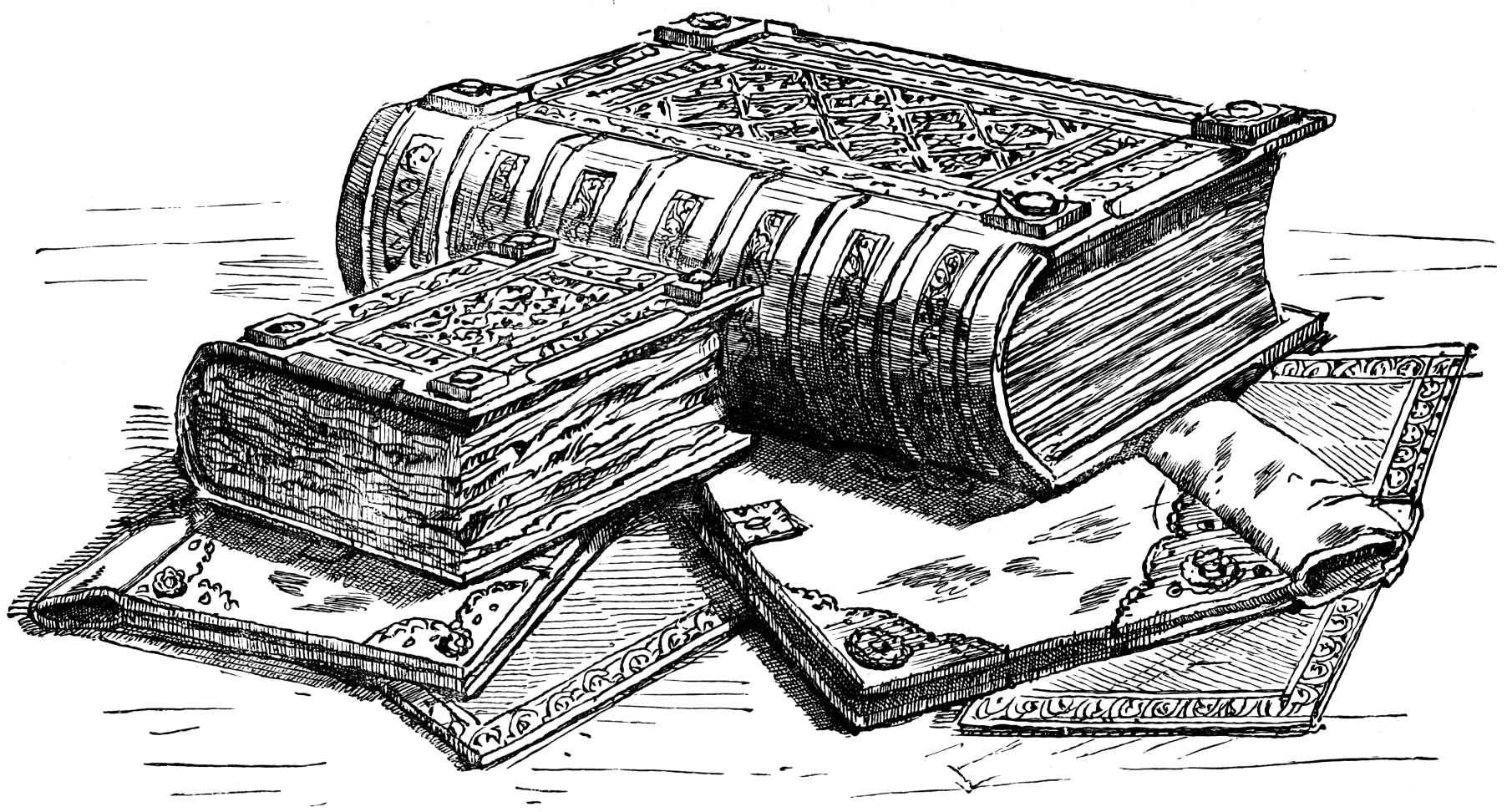
En illustration av Domesday Book.

Julen 1085 lät Vilhelm göra en sammanställning över hans och hans vasallers ägor i kungariket, ett verk som numera kallas Domesday Book. Där beskrivs ägorna, vem som ägde området före erövringen, dess värde, taxering och vanligtvis hur många bönder, plogar och andra resurser som hörde till ägorna. Städer redovisades separat. Alla engelska counties söder om floden Tees och floden Ribble finns med och det tycks ha varit i stort sett färdigställt den 1 augusti 1086 då Anglo-Saxon Chronicle uppger att Vilhelm tog emot resultatet och alla stormän svor Salisburyeden, som var en förnyad trohetsed. Det är oklart vilket som var Vilhelms exakta syfte med att Domesday Book, men troligtvis tjänade den flera olika syften som en förteckning över feudala förpliktelser och ett rättfärdigande av skattehöjningar.

## Död

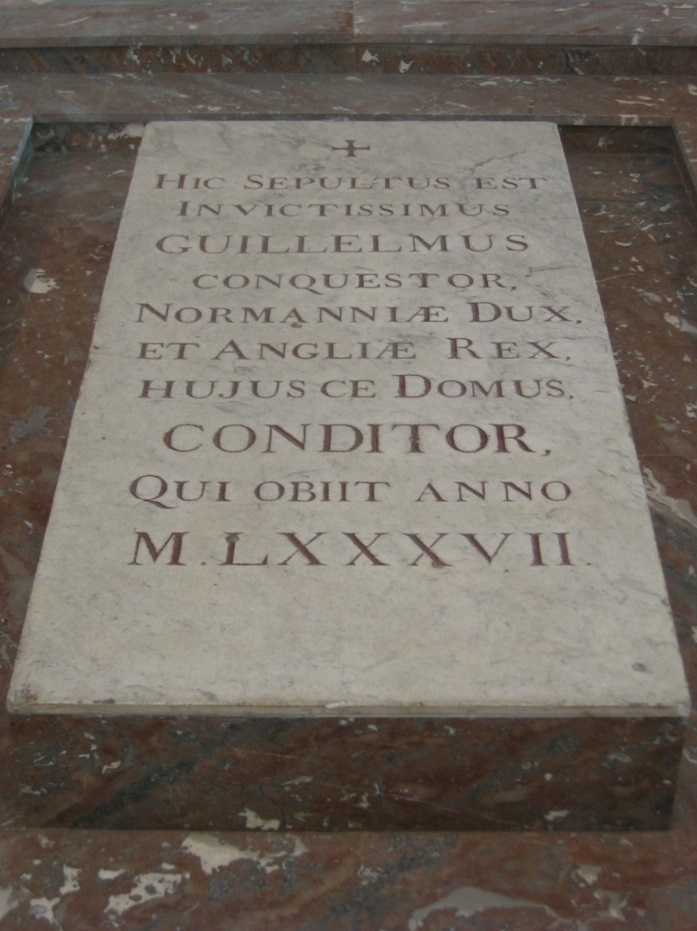
Vilhelms grav i Saint-Étienne.

I slutet av 1086 for Vilhelm från England. Hans dotter Constance gifte sig med Alan Fergant, greve av Bretagne för att stärka Vilhelms makt mot de franska kungen. Vilhelms son Robert, som fortfarande var allierad med den franske kungen Filip I ställde till problem, vilket fick Vilhelm att leda ett fälttåg mot franska Vexin i juli 1087. Vilhelm erövrade Mantes, men blev antingen sjuk eller skadades av sadelknappen. Han fördes till klostret St Gervase i Rouen, där han avled den 9 september 1087. Vad som hände före hans död är oklart, då det finns två olika beskrivningar: Orderic Vitalis ger en lång redogörelse med olika tal, men detta är troligtvis en redogörelse för hur en kung borde dö snarare än vad som verkligen hände. Den andra, De Obitu Willelmi eller On the Death of William, har visat sig vara en kopia av två redogörelser från 1000-talet med namnen utbytta.
Vilhelm efterlämnade Normandie till Robert och England till sin andre son, Vilhelm. Den yngste sonen Henrik fick pengar. Vilhelm Erövraren sände sin son Vilhelm till England den 7 eller 8 september med ett brev till Lanfranc med order till ärkebiskopen att hjälpa den nye kungen. Han efterlämnade även gåvor till kyrkan och pengar som skulle fördelas bland de fattiga. Han gav även order om att alla hans fångar skulle friges, däribland hans halvbror Odo.
Efter Vilhelms död utbröt oroligheter. De som hade funnits där vid hans dödsbädd i Rouen skyndade hem för att sköta sina egna affärer. Prästerskapet såg så småningom till att liket forslades till Abbaye aux Hommes (även kallad Saint-Étienne) i Caen, där Vilhelm hade angivit att han ville bli begraven. Begravningen stördes av en invånare i Caen som hävdade att hans familj ägde det landområde där kyrkan hade byggts och att de blivit fråntagna marken olagligen, något som visade sig stämma och mannen kompenserades. När liket sänktes ned i graven visade det sig att det var för stort och när man försökte trycka ned det så sprack det och spred en hemsk stank i kyrkan.
På Vilhelms grav finns en stenplatta med en inskription från tidigt 1800-talet. Graven har öppnats vid flera tillfällen; första gången var 1522, då påven krävde att graven skulle öppnas. Kvarlevorna lades tillbaka intakta då men 1562, under franska religionskrigen öppnades den och benen spreds och gick förlorade, förutom ett lårben. Det begravdes 1642 med en ny sten som ersattes hundra år senare av ett monument. Detta förstördes under franska revolutionen, men ersattes så småningom med den nuvarande stenen.

## Eftermäle
Efter Vilhelms död utbröt ett krig mellan hans söner Robert och Vilhelm över makten i England och Normandie. Vilhelm II avled 1100 och den yngste brodern Henrik efterträdde honom som kung, men stridigheterna mellan Vilhelm Erövrarens söner fortsatte och Robert fängslade Henrik under slaget vid Tinchebray 1106. Oroligheterna ledde till att de förlorade kontrollen i Normandie och adeln tog tillbaka mycket av den makt som de förlorat under Vilhelm Erövrarens tid. Maine gjorde uppror 1089 och lyckades därefter hålla sig i stort sett fria från normandiskt styre.
Vilhelms erövring av England innebar djupgående förändringar för kyrkan, adeln, kulturen, språket; något som bestått ända in i modern tid. Bandet med Frankrike blev starkare och varade under hela medeltiden. De tidigare så starka bandet mellan England och Skandinavien bröts. Vilhelm blandade element från engelska och normandiska system och skapade ett styrelseskick som låg till grunden för det senare medeltida kungariket. Hur betydande förändringarna var debatteras bland historiker där somliga, såsom historikern Richard Southern, menar att det var den mest betydande förändringen i den europeiska historien mellan romarrikets fall och 1900-talet. Andra, såsom historikerna H.G. Richardson och G.O. Sayles, menar att de förändringar som erövringen ledde till inte var fullt så radikala som Southern menar att de var. Historikern Eleanor Searle beskriver Vilhelms erövring som "en plan som bara en skandinavisk härskare skulle ha tänkt på".
Vilhelms styre orsakade historisk oenighet redan före hans död. Vilhelm av Poitiers hyllade Vilhelms styre, men Anglo-Saxon Chronicle fördömer honom i hårda ordalag i sin minnesruna. Många politiker och ledare har använt hans regeringstid för att illustrera politiska händelse i sin samtid. Under Elisabet I av England ansåg ärkebiskop Matthew Parker att erövringen hade korrumperat den rena engelska kyrkan, som Parker försökte återställa. Under 1600- och 1700-talet menade vissa historiker och jurister att Vilhelm hade lagt ett normandiskt ok på de infödda anglosaxarna. Vissa historiker menar att Vilhelm var en av skaparna av Englands storhet medan andra menar att hans erövring var en av de största förlusterna i den engelska historien. Vissa ser Vilhelm som en fiende mot den engelska konstitutionen, medan andra ser honom som dess skapare.

## Anfäder
|                   |  |  |  |  |  |  |  |                       |  |  |  |  |  |  |  |                        |  |  |  |  |  |  |  |                              |  |  |  |  |  |  |  | Vilhelm I av Normandie |
|                   |  |  |  |  |  |  |  |                       |  |  |  |  |  |  |  |                        |  |  |  |  |  |  |  |                              |  |  |  |  |  |  |  |                        |
|                   |  |  |  |  |  |  |  |                       |  |  |  |  |  |  |  |                        |  |  |  |  |  |  |  | Rikard I av Normandie        |  |  |  |  |  |  |  |                        |
|                   |  |  |  |  |  |  |  |                       |  |  |  |  |  |  |  |                        |  |  |  |  |  |  |  |                              |  |  |  |  |  |  |  |                        |
|                   |  |  |  |  |  |  |  |                       |  |  |  |  |  |  |  |                        |  |  |  |  |  |  |  |                              |  |  |  |  |  |  |  | Sprota                 |
|                   |  |  |  |  |  |  |  |                       |  |  |  |  |  |  |  |                        |  |  |  |  |  |  |  |                              |  |  |  |  |  |  |  |                        |
|                   |  |  |  |  |  |  |  |                       |  |  |  |  |  |  |  | Rikard II av Normandie |  |  |  |  |  |  |  |                              |  |  |  |  |  |  |  |                        |
|                   |  |  |  |  |  |  |  |                       |  |  |  |  |  |  |  |                        |  |  |  |  |  |  |  |                              |  |  |  |  |  |  |  |                        |
|                   |  |  |  |  |  |  |  |                       |  |  |  |  |  |  |  |                        |  |  |  |  |  |  |  | Gunnor av Normandie          |  |  |  |  |  |  |  |                        |
|                   |  |  |  |  |  |  |  |                       |  |  |  |  |  |  |  |                        |  |  |  |  |  |  |  |                              |  |  |  |  |  |  |  |                        |
|                   |  |  |  |  |  |  |  | Robert I av Normandie |  |  |  |  |  |  |  |                        |  |  |  |  |  |  |  |                              |  |  |  |  |  |  |  |                        |
|                   |  |  |  |  |  |  |  |                       |  |  |  |  |  |  |  |                        |  |  |  |  |  |  |  |                              |  |  |  |  |  |  |  |                        |
|                   |  |  |  |  |  |  |  |                       |  |  |  |  |  |  |  |                        |  |  |  |  |  |  |  |                              |  |  |  |  |  |  |  | Judicael Berengar      |
|                   |  |  |  |  |  |  |  |                       |  |  |  |  |  |  |  |                        |  |  |  |  |  |  |  |                              |  |  |  |  |  |  |  |                        |
|                   |  |  |  |  |  |  |  |                       |  |  |  |  |  |  |  |                        |  |  |  |  |  |  |  | Conan I av Bretagne          |  |  |  |  |  |  |  |                        |
|                   |  |  |  |  |  |  |  |                       |  |  |  |  |  |  |  |                        |  |  |  |  |  |  |  |                              |  |  |  |  |  |  |  |                        |
|                   |  |  |  |  |  |  |  |                       |  |  |  |  |  |  |  |                        |  |  |  |  |  |  |  |                              |  |  |  |  |  |  |  | Gerberga               |
|                   |  |  |  |  |  |  |  |                       |  |  |  |  |  |  |  |                        |  |  |  |  |  |  |  |                              |  |  |  |  |  |  |  |                        |
|                   |  |  |  |  |  |  |  |                       |  |  |  |  |  |  |  | Judit av Bretagne      |  |  |  |  |  |  |  |                              |  |  |  |  |  |  |  |                        |
|                   |  |  |  |  |  |  |  |                       |  |  |  |  |  |  |  |                        |  |  |  |  |  |  |  |                              |  |  |  |  |  |  |  |                        |
|                   |  |  |  |  |  |  |  |                       |  |  |  |  |  |  |  |                        |  |  |  |  |  |  |  |                              |  |  |  |  |  |  |  | Gottfrid I av Anjou    |
|                   |  |  |  |  |  |  |  |                       |  |  |  |  |  |  |  |                        |  |  |  |  |  |  |  |                              |  |  |  |  |  |  |  |                        |
|                   |  |  |  |  |  |  |  |                       |  |  |  |  |  |  |  |                        |  |  |  |  |  |  |  | Ermengarde-Gerberga av Anjou |  |  |  |  |  |  |  |                        |
|                   |  |  |  |  |  |  |  |                       |  |  |  |  |  |  |  |                        |  |  |  |  |  |  |  |                              |  |  |  |  |  |  |  |                        |
|                   |  |  |  |  |  |  |  |                       |  |  |  |  |  |  |  |                        |  |  |  |  |  |  |  |                              |  |  |  |  |  |  |  | Adele av Meaux         |
|                   |  |  |  |  |  |  |  |                       |  |  |  |  |  |  |  |                        |  |  |  |  |  |  |  |                              |  |  |  |  |  |  |  |                        |
| Vilhelm Erövraren |  |  |  |  |  |  |  |                       |  |  |  |  |  |  |  |                        |  |  |  |  |  |  |  |                              |  |  |  |  |  |  |  |                        |
|                   |  |  |  |  |  |  |  |                       |  |  |  |  |  |  |  | Fulbert av Falaise     |  |  |  |  |  |  |  |                              |  |  |  |  |  |  |  |                        |
|                   |  |  |  |  |  |  |  |                       |  |  |  |  |  |  |  |                        |  |  |  |  |  |  |  |                              |  |  |  |  |  |  |  |                        |
|                   |  |  |  |  |  |  |  | Herleva               |  |  |  |  |  |  |  |                        |  |  |  |  |  |  |  |                              |  |  |  |  |  |  |  |                        |
|                   |  |  |  |  |  |  |  |                       |  |  |  |  |  |  |  |                        |  |  |  |  |  |  |  |                              |  |  |  |  |  |  |  |                        |

## Familj och barn
Vilhelm och Matilda av Flandern hade åtminstone nio barn. Vilken ordning pojkarna föddes i är känt, men inte vilken ordning flickorna föddes.
1. Robert född mellan 1051 och 1054, död 10 februari 1134.[52] Hertig av Normandie, gift med Sibylla av Conversano, dotter till Geoffrey av Conversano.[141]
2. Richard född före 1056, död omkring 1075.[52]
3. Vilhelm född mellan 1056 och 1060, död 2 augusti 1100.[52] Kung av England, dödad i New Forest.[142]
4. Henrik född i slutet av 1068, död 1 december 1135.[52] Kung av England, gift med Edith av Skottland, dotter till Malkolm III av Skottland. Hans andra maka var Adeliza av Louvain.[143]
5. Adeliza (eller Adelida[144]/Adelaide[143]) dog före 1113. Enligt rykten trolovad med Harald II av England, troligtvis nunna på St Léger at Préaux.[144]
6. Cecilia (eller Cecily) född före 1066, död 1127. Abbedissa på Holy Trinity, Caen.[52]
7. Matilda[2][144] född omkring 1061, kanske död omkring 1086.[143] Omnämnd i Domesday Book som dotter till Vilhelm William.[52]
8. Constance död 1090. Gift med Alan IV Fergent, hertig av Bretagne.[52]
9. Adela död 1137. Gift med Stephen, greve av Blois.[52]
10. (möjligen) Agatha. Trolovad med Alfons VI av León och Kastilien.[q]

Det finns inga källor som tyder på att Vilhelm skulle haft några illegitima barn.